# Internationale Filmfestspiele von Cannes 2019
Die 72. Internationalen Filmfestspiele von Cannes fanden vom 14. bis 25. Mai 2019 statt. Sie standen zum sechsten Mal unter der Leitung von Präsident Pierre Lescure, während Thierry Frémaux als Generaldelegierter für die künstlerische Leitung verantwortlich war.

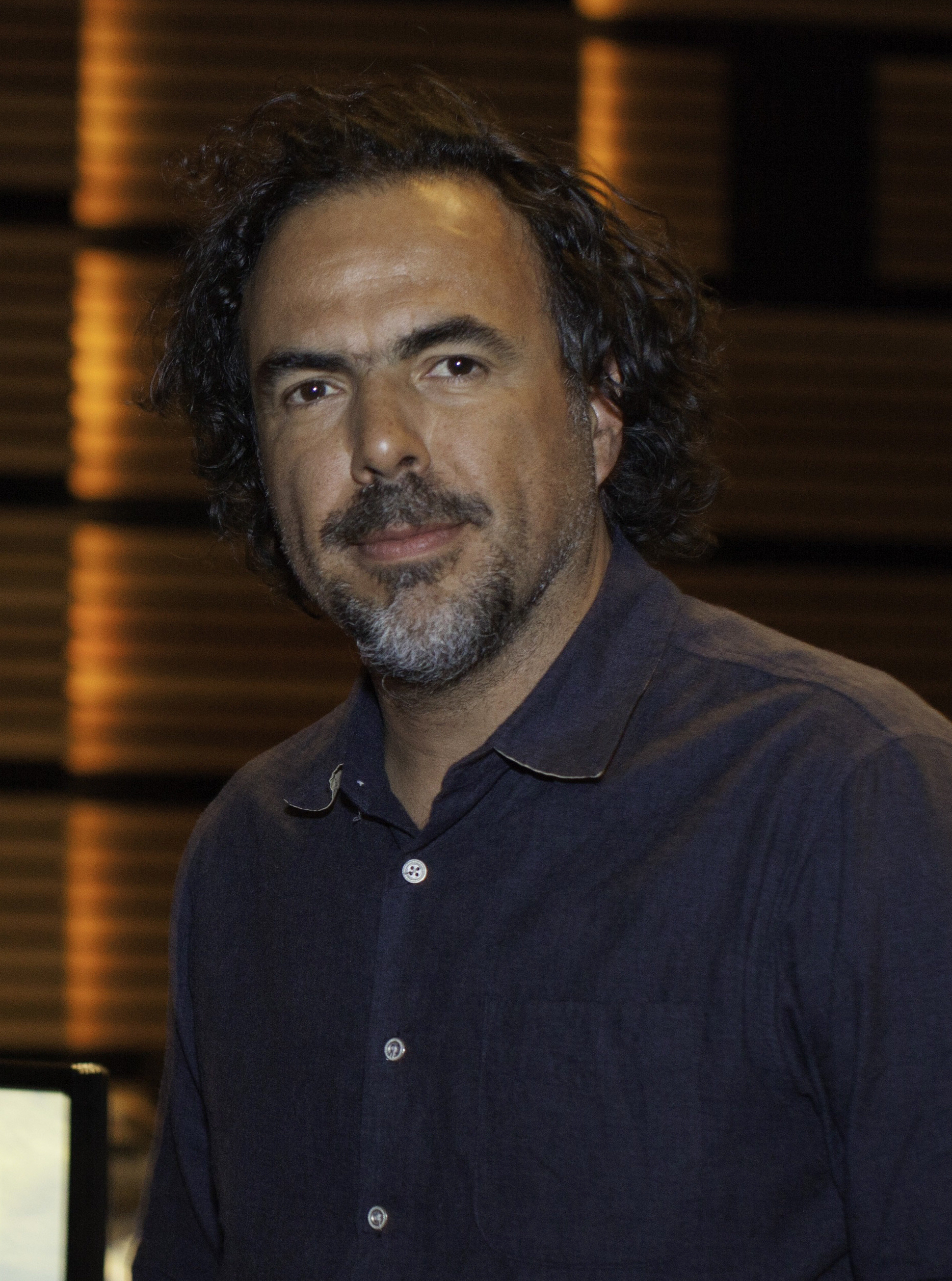
Jurypräsident Alejandro González Iñárritu (2014)

Jurypräsident des Internationalen Wettbewerbs, in dem unter anderem die Goldene Palme für den besten Film des Festivals vergeben wurde, war in diesem Jahr der mexikanische Filmemacher Alejandro González Iñárritu. Mit dem Hauptpreis wurde die Tragikomödie Parasite des südkoreanischen Regisseurs Bong Joon-ho ausgezeichnet. Als Moderator („maître de cérémonie“) der Auftaktzeremonie und der abschließenden Preisgala wurde wie bereits im Vorjahr der französische Schauspieler Édouard Baer ausgewählt.
Die Vorstellung des offiziellen Programms fand am 18. April 2019 statt. Bereits zuvor war als Eröffnungsfilm der Zombiefilm The Dead Don’t Die von Jim Jarmusch angekündigt worden, der auch im Wettbewerb um die Goldene Palme vertreten ist. Als Abschlussfilm wurde die französische Filmkomödie Alles außer gewöhnlich (Hors normes) von Olivier Nakache und Éric Toledano ausgewählt.
Bereits als Laureat fest stand der französische Schauspieler Alain Delon, der im Rahmen des Festivals am 19. Mai den Ehrenpreis des Festivals (Palme d’or d’Honneur) zuerkannt bekam. Er war im Laufe seiner Karriere mit verschiedenen Filmen beim Festival vertreten (Halt mal die Bombe, Liebling, Liebe 1962, Der Leopard – Goldene Palme 1963, Monsieur Klein, Nouvelle Vague), vergab als Laudator die Goldene Palme bei der 60. Auflage und präsentierte immer wieder restaurierte Werke, in denen er mitspielte, in der Sektion Cannes Classics. Gegen die Ehrung Delons hatte es Widerstand von Seiten der US-amerikanischen Organisation Women and Hollywood gegeben. Diese warf dem Schauspieler unter Berufung auf frühere Äußerungen vor, „rassistisch, homophob und frauenfeindlich“ zu sein. Eine Online-Petition gegen die Ehrung Delons hatte mehr als 25.000 Unterstützer erreicht. Delon hatte in der Vergangenheit u. a. immer wieder öffentlich mit der rechten Partei Front National sympathisiert, Gewalt gegen Frauen zugegeben und sich auch zur Todesstrafe bekannt. Festivaldirektor Thierry Fremaux verteidigte die Entscheidung, da man Delon als Künstler auszeichne und nicht für seine politischen Ansichten. „Wir geben ihm ja nicht den Friedensnobelpreis“, so Fremaux über die Vergabe des Ehrenpreises.

## Festivalplakat
Für das Festivalplakat stand ein Foto aus dem Jahr 1954 Pate, das Agnès Varda bei den Dreharbeiten zu ihrem Debütfilm La Pointe Courte in Südfrankreich zeigt. Dabei steht die kleingewachsene Filmemacherin, die im März 2019 verstarb, auf den Schultern eines Technikers, um durch die Filmkamera gucken zu können. Varda galt als eine der wichtigsten und eigenständigsten französischen Filmregisseurinnen und gelangte mit ihren Filmen 13 Mal in die offizielle Auswahl des Festivals von Cannes. 2005 war sie Mitglied der Jury, 2013 Präsidentin der Caméra d’Or-Jury und 2015 wurde ihr der Ehrenpreis des Festivals (Palme d’honneur) zuteil.

## Offizielle Auswahl

### Internationaler Wettbewerb

#### Wettbewerbsjury
Als Nachfolger der letztjährigen Jurypräsidentin Cate Blanchett wurde Ende Februar 2019 Alejandro González Iñárritu bekanntgegeben, der damit als erster Künstler aus Mexiko diese Aufgabe innehat. Der Filmregisseur, -produzent und Drehbuchautor präsentierte sein Spielfilmdebüt Amores Perros beim Festival im Jahr 2000 in der Sektion Semaine de la Critique und gewann damit in Cannes als erster mexikanischer Filmemacher eine Auszeichnung (u. a. Hauptpreis der Sektion). Mit Babel (2006, Regiepreis) und Biutiful (2010, Darstellerpreis für Javier Bardem) konkurrierte er jeweils im Wettbewerb um die Goldene Palme. Beim Festival 2017 stellte er außer Konkurrenz mit Carne y Arena (Virtually present, Physically invisible) eine VR-Installation vor, die die Migrantenfrage zum Thema hatte.
Dem Jurypräsidenten standen bei der Vergabe der Festivalpreise mehrere Jurymitglieder zur Seite, die am 29. April 2019 benannt wurden:
- Enki Bilal, französischer Comiczeichner und Filmemacher
- Robin Campillo, französischer Filmemacher (Großer Preis der Jury 2017)
- Elle Fanning, US-amerikanische Schauspielerin (Darstellerin in einem Wettbewerbsfilm 2006, 2016 und 2017)
- Giorgos Lanthimos, griechischer Filmemacher (Jurypreis 2015, Drehbuchpreis 2017)
- Maimouna N’Diaye, Schauspielerin und Regisseurin aus Burkina Faso
- Kelly Reichardt, US-amerikanische Filmemacherin (Teilnehmerin an der Sektion Un Certain Regard 2008)
- Paweł Pawlikowski, polnischer Filmemacher (Regiepreis 2018)
- Alice Rohrwacher, italienische Filmemacherin (Großer Preis der Jury 2014, Drehbuchpreis 2018)

#### Spielfilme
21 Filme sind im Wettbewerb um die Goldene Palme vertreten. Die Werke von Abdellatif Kechiche und Quentin Tarantino wurden nach der Vorstellung des offiziellen Programms nachgereicht.
| Film | Regie                                    | Land                                        | Darsteller (Auswahl)                                                                                                |
| --- | ---------------------------------------- | ------------------------------------------- | --- |
| Atlantique | Mati Diop                                | Frankreich, Senegal, Belgien                | Mame Bineta Sané, Mbow, Traore                                                                                      |
| Bacurau | Kleber Mendonça Filho, Juliano Dornelles | Brasilien, Frankreich                       | Sônia Braga, Udo Kier, Karine Teles                                                                                 |
| The Dead Don’t Die (Eröffnungsfilm)                                                                                    | Jim Jarmusch                             | USA                                         | Bill Murray, Adam Driver, Tilda Swinton, Chloë Sevigny Steve Buscemi, Danny Glover, Caleb Landry Jones, Rosie Perez |
| Frankie | Ira Sachs                                | USA, Frankreich, Portugal                   | Isabelle Huppert, Marisa Tomei, Greg Kinnear                                                                        |
| Gisaengchung (기생충) (Parasite)                                                                                       | Bong Joon-ho                             | Südkorea                                    | Song Kang-ho, Lee Sun-kyun, Jo Yeo-jeong, Jang Hye-jin, Park So-dam, Choi Woo-shik                                  |
| La Gomera (Les Siffleurs / The Whistlers)                                                                              | Corneliu Porumboiu                       | Rumänien, Frankreich, Deutschland           | Vlad Ivanov, Catrinel Menghia, Rodica Lazar                                                                         |
| Im Schatten von Roubaix (Roubaix, une lumière)                                                                         | Arnaud Desplechin                        | Frankreich                                  | Léa Seydoux, Roschdy Zem, Sara Forestier                                                                            |
| Leid und Herrlichkeit (Dolor y gloria / Douleur et Gloire)                                                             | Pedro Almodóvar                          | Spanien                                     | Penélope Cruz, Antonio Banderas                                                                                     |
| Little Joe – Glück ist ein Geschäft                                                                                    | Jessica Hausner                          | Österreich, Deutschland, Großbritannien     | Ben Whishaw, Emily Beecham                                                                                          |
| Matthias et Maxime (Matthias and Maxime)                                                                               | Xavier Dolan                             | Kanada                                      | Xavier Dolan, Anne Dorval                                                                                           |
| Mektoub, My Love: Intermezzo                                                                                           | Abdellatif Kechiche                      | Frankreich                                  | Shaïn Boumedine, Ophélie Bau, Salim Kechiouche                                                                      |
| Once Upon a Time... in Hollywood                                                                                       | Quentin Tarantino                        | USA                                         | Leonardo DiCaprio, Brad Pitt, Margot Robbie                                                                         |
| Porträt einer jungen Frau in Flammen (Portrait de la jeune fille en feu)                                               | Céline Sciamma                           | Frankreich                                  | Noémie Merlant, Adèle Haenel, Luàna Bajrami                                                                         |
| Der See der wilden Gänse (南方车站的聚会 Nan Fang Che Zhan De Ju Hui) (Le Lac aux oies sauvages / The Wild Goose Lake) | Diao Yinan                               | VR China                                    | Fan Liao, Hugh Hu, Lun-Mei Kwai                                                                                     |
| Sibyl – Therapie zwecklos (Sibyl)                                                                                      | Justine Triet                            | Frankreich                                  | Virginie Efira, Adèle Exarchopoulos, Gaspard Ulliel                                                                 |
| Sorry We Missed You | Ken Loach                                | Großbritannien, Belgien, Frankreich         | Kris Hitchen, Debbie Honeywood, Rhys Stone                                                                          |
| Il Traditore – Als Kronzeuge gegen die Cosa Nostra (Il traditore)                                                      | Marco Bellocchio                         | Italien, Frankreich, Deutschland, Brasilien | Pierfrancesco Favino, Luigi Lo Cascio, Maria Fernanda Cândido                                                       |
| Ein verborgenes Leben (A Hidden Life)                                                                                  | Terrence Malick                          | USA, Deutschland                            | August Diehl, Valerie Pachner, Matthias Schoenaerts                                                                 |
| Vom Gießen des Zitronenbaums (It Must Be Heaven)                                                                       | Elia Suleiman                            | Frankreich, Palästina                       | Elia Suleiman, Ali Suliman, François Girard                                                                         |
| Die Wütenden – Les Misérables                                                                                          | Ladj Ly                                  | Frankreich                                  | Damien Bonnard, Alexis Manenti, Djibril Zonga                                                                       |
| Young Ahmed (Le jeune Ahmed)                                                                                           | Jean-Pierre Dardenne, Luc Dardenne       | Belgien                                     | Idir Ben Addi, Olivier Bonnaud, Myriem Akheddiou                                                                    |

Außer Konkurrenz
- Alles außer gewöhnlich (Hors normes) – Regie: Olivier Nakache und Éric Toledano, mit Vincent Cassel, Reda Kateb, Hélène Vincent
- Les Plus belles années d’une vie (The Best Years of Life) – Regie: Claude Lelouch (Frankreich), mit Jean-Louis Trintignant, Anouk Aimée, Marianne Denicourt
- Rocketman – Regie: Dexter Fletcher (Großbritannien), mit Taron Egerton, Jamie Bell, Richard Madden
- To Old to Die Young – North of Hollywood, West of Hell (2 Folgen) – Regie: Nicolas Winding Refn (USA, Fernsehserie),  mit Miles Teller, Nell Tiger Free, Bill Baldwin
- Diego Maradona – Regie: Asif Kapadia (Großbritannien, Dokumentarfilm)
- Die schönste Zeit unseres Lebens (La belle époque) – Regie: Nicolas Bedos (Frankreich), mit Daniel Auteuil, Guillaume Canet, Doria Tillier

Mitternachtsaufführungen
- Akinjeon (The Gangster, The Cop, The Devil) – Regie: Lee Won-tae (Südkorea), mit Ma Dong-seok, Kim Mu-yeol, Kim Sung-kyu
- Lux Æterna – Regie: Gaspar Noé (Frankreich), mit Béatrice Dalle, Charlotte Gainsbourg

Sonderaufführungen
- 5B – Regie: Dan Krauss (USA, Dokumentarfilm)
- Am Leben sein und darum wissen (Être vivant et le savoir) – Regie: Alain Cavalier (Frankreich, Dokumentarfilm)
- Chicuarotes – Regie: Gael García Bernal (Mexiko), mit Benny Emmanuel, Gabriel Carbajal, Daniel Giménez Cacho
- Family Romance, LLC – Regie: Werner Herzog (Japan und Deutschland, Dokumentarfilm)
- Für Sama – Regie: Waad Al Kateab und Edward Watts (Syrien und Großbritannien, Dokumentarfilm)
- Ice on Fire – Regie: Leila Conners (USA, Dokumentarfilm)
- Die Kordillere der Träume (La cordillera de los sueños) – Regie: Patricio Guzmán (Frankreich und Chile; Dokumentarfilm)
- Que Sea Ley – Regie: Juan Solanas (Argentinien, Dokumentarfilm)
- Share – Regie: Pippa Bianco (USA), mit Rhianne Barreto, Lovie Simone, J. C. MacKenzie
- Tommaso und der Tanz der Geister (Tommaso) – Regie: Abel Ferrara (Italien), mit Willem Dafoe

### Un Certain Regard

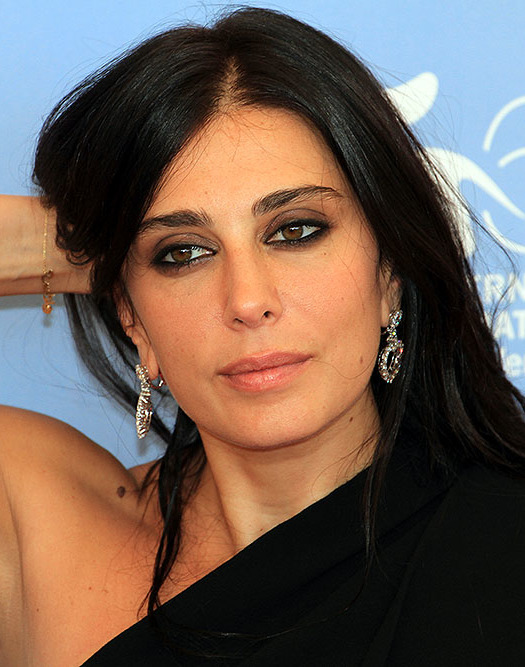
Nadine Labaki (2012), Jurypräsidentin der Sektion Un Certain Regard

In der Reihe Un Certain Regard (deutsch „Ein gewisser Blick“) werden vornehmlich Werke von weniger bekannten Filmemachern gezeigt, die mit einem 30.000 Euro dotierten Preis ausgezeichnet werden.
Als Jurypräsidentin der Sektion wurde Nadine Labaki ausgewählt. Die libanesische Schauspielerin und Filmemacherin hat mit Caramel (2007, Sektion: Quinzaine des réalisateurs), Wer weiß, wohin? (2011, Sektion: Un Certain Regard) und Capernaum – Stadt der Hoffnung (2018, Sektion: Internationaler Wettbewerb – Preis der Jury) alle ihre bisher realisierten Spielfilme im Rahmen des Festivals präsentiert.
Labaki standen folgende Jurymitglieder zur Seite:
- Lisandro Alonso, argentinischer Filmemacher (viermaliger Teilnehmer am Filmfestival von Cannes)
- Lukas Dhont, belgischer Filmemacher (Gewinner der Sektion Un Certain Regard 2018)
- Marina Foïs, französische Schauspielerin
- Nurhan Şekerci-Porst, deutsche Filmproduzentin

| Film                                                                      | Regie                              | Land                           | Darsteller (Auswahl)                                      |
| ------------------------------------------------------------------------- | ---------------------------------- | ------------------------------ | --------------------------------------------------------- |
| Adam                                                                      | Maryam Touzani                     | Marokko                        | Lubna Azabal, Nissrine Erradi, Douae Belkhaouda           |
| Bull                                                                      | Annie Silverstein                  | USA                            | Yolonda Ross, Rob Morgan                                  |
| Chambre 212 (On a Magical Night)                                          | Christophe Honoré                  | Frankreich, Belgien            | Chiara Mastroianni, Vincent Lacoste, Camille Cottin       |
| The Climb                                                                 | Michael Angelo Covino              | USA                            | Michael Angelo Covino, Kyle Marvin, Gayle Rankin          |
| Dylda (Bohnenstange) (Beanpole)                                           | Kantemir Balagov                   | Russland                       | Vasilisa Perelygina, Konstantin Balakirev, Olga Dragunova |
| Evge                                                                      | Nariman Alijew                     | Ukraine                        | Achtem Seitablajew                                        |
| La famosa invasione degli orsi in Sicilia                                 | Lorenzo Mattotti                   | Italien, Frankreich            | Animationsfilm                                            |
| Die Frau meines Bruders (La femme de mon frère)                           | Monia Chokri                       | Kanada                         | Anne-Elisabeth Bossé, Patrick Hivon, Évelyne Brochu       |
| Les Hirondelles de Kaboul (The Swallows of Kabul)                         | Zabou Breitman, Eléa Gobé Mévellec | Frankreich                     | Animationsfilm                                            |
| Jeanne d’Arc (Jeanne)                                                     | Bruno Dumont                       | Frankreich                     | Lise Leplat Prudhomme                                     |
| Liberté                                                                   | Albert Serra                       | Spanien, Frankreich            | Helmut Berger, Stefano Cassetti, Johanna Dumet            |
| Liu Yu Tian (Summer of Changsha)                                          | Zu Feng                            | VR China                       |                                                           |
| Nina Wu (Juo Ren Mi Mi)                                                   | Midi Z                             | Taiwan                         | Wu Ke-Xi, Vivian Sung                                     |
| Odnazhdy v Trubchevske                                                    | Larissa Sadilova                   | Russland                       |                                                           |
| Papicha – Der Traum von Freiheit                                          | Mounia Meddour                     | Frankreich, Algerien, Belgien  | Lyna Khoudri, Nadia Kaci, Yasin Houicha                   |
| Port Authority                                                            | Danielle Lessovitz                 | USA                            | Fionn Whitehead, Leyna Bloom, McCaul Lombardi             |
| O Que Arde (A Sun That Never Sets / Viendra le feu)                       | Óliver Laxe                        | Spanien, Frankreich, Luxemburg | Amador Arias, Benedicta Sánchez, Inazio Abra              |
| Die Sehnsucht der Schwestern Gusmão (A Vida Invisível De Eurídice Gusmão) | Karim Aïnouz                       | Brasilien                      | Carol Duarte, Julia Stockler, Gregório Duvivier           |

### Kurzfilmwettbewerb

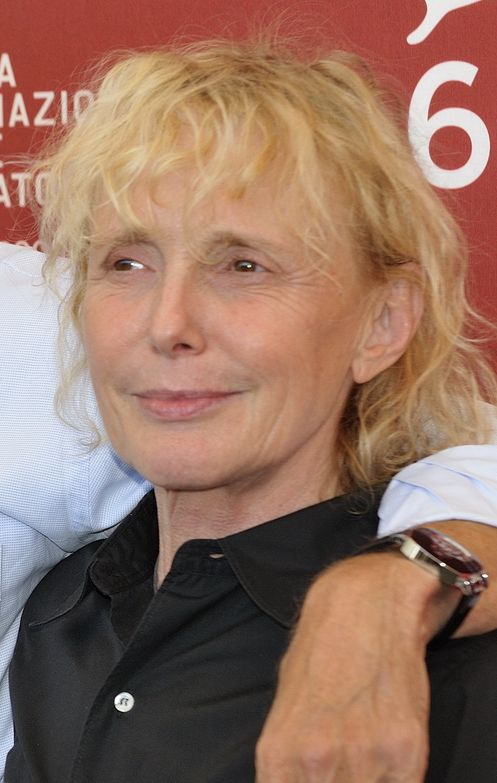
Claire Denis (2009), Jurypräsident des Kurzfilmwettbewerbs und der Reihe Cinéfondation

Der Jury des Kurzfilmwettbewerbs stand Claire Denis vor. Sie gilt als eine der wichtigsten und eigenständigsten französischen Filmregisseurinnen. Mit ihrem Spielfilmdebüt Chocolat war sie 1988 im Wettbewerb des Filmfestivals von Cannes vertreten. Für Les Salauds – Dreckskerle (2013, Sektion: Un Certain Regard) und Meine schöne innere Sonne (2018, Sektion: Quinzaine des réalisateurs) erhielt sie weitere Einladungen nach Cannes.
Denis standen folgende Jurymitglieder zur Seite:
- Eran Kolirin, israelischer Filmemacher (Teilnehmer am Festival 2007 und 2016)
- Panos H. Koutras, griechischer Filmemacher (Teilnehmer am Festival 2014)
- Stacy Martin, französisch-britische Schauspielerin
- Cătălin Mitulescu, rumänischer Filmemacher (Teilnehmer am Festival 2001, 2002, 2004, 2006, 2011)

| Film                                                                    | Regie                          | Land                            | Länge (in min) |
| ----------------------------------------------------------------------- | ------------------------------ | ------------------------------- | -------------- |
| All Inclusive                                                           | Teemu Nikki                    | Finnland                        | 15’            |
| Anna                                                                    | Dekel Berenson                 | Ukraine, Israel, Großbritannien | 15’            |
| La distance entre le ciel et nous (The Distance Between Us And the Sky) | Vasilis Kekatos                | Griechenland, Frankreich        | 9’             |
| Le grand saut (Dokumentarfilm) (The Jump)                               | Vanessa Dumont Nicolas Davenel | Frankreich                      | 12’            |
| L’heure de l’ours (Animationsfilm) (And then the Bear)                  | Agnès Patron                   | Frankreich                      | 14’            |
| Ingen lyssnar (Who Talks)                                               | Elin Övergaard                 | Schweden                        | 14’            |
| Monstruo Dios (Monster God / Monstre Dieu)                              | Agustina San Martín            | Argentinien                     | 10’            |
| Parparim (Butterflies)                                                  | Yona Rozenkier                 | Israel                          | 7’             |
| La Siesta (The Nap)                                                     | Federico Luis Tachella         | Argentinien                     | 14’            |
| The Van                                                                 | Erenik Beqiri                  | Albanien, Frankreich            | 15’            |
| White Echo                                                              | Chloë Sevigny                  | USA                             | 15’            |

### Cinéfondation
Für die 1998 ins Leben gerufene Reihe Cinéfondation werden Kurzfilmarbeiten aus der ganzen Welt ausgewählt, darunter sowohl Animations- als auch Realfilme. Das Programm richtet sich an Filmstudenten. Als Jury fungiert die Kurzfilmjury um Claire Denis.
| Film                                                                                     | Regie                | Land (Hochschule)                                                 | Länge (in min) |
| ---------------------------------------------------------------------------------------- | -------------------- | ----------------------------------------------------------------- | -------------- |
| Adam                                                                                     | Shoki Lin            | Singapur (Nanyang Technological University)                       | 19’            |
| Ahogy eddig (As Up to Now)                                                               | Katalin Moldovai     | Ungarn (Budapest Metropolitan University – METU)                  | 24’            |
| Ambience                                                                                 | Wisam Al Jafari      | Palästina (Dar al-Kalima University College of Arts and Culture)  | 15’            |
| Bamboe                                                                                   | Flo van Deuren       | Belgien (RITCS)                                                   | 19’            |
| Duszyczka (The Little Soul)                                                              | Barbara Rupik        | Polen (PWSFTviT)                                                  | 9’             |
| Favoriten                                                                                | Martin Monk          | Österreich (Filmakademie Wien)                                    | 18’            |
| Hieu                                                                                     | Richard Van          | USA (CalArts)                                                     | 24’            |
| Jeremiah                                                                                 | Kenya Gillespie      | USA (University of Texas at Austin)                               | 10’            |
| Mano a Mano                                                                              | Louise Courvoisier   | Frankreich (CinéFabrique)                                         | 23’            |
| Netek (Rift)                                                                             | Yarden Lipshitz Louz | Israel (Sapir College)                                            | 21’            |
| Pura Vida                                                                                | Martin Gonda         | Slowakei (FTF VŠMU)                                               | 30’            |
| Reonghee (Alien)                                                                         | Yeon Jegwang         | Südkorea (Korea National University of Arts)                      | 15’            |
| Roadkill                                                                                 | Leszek Mozga         | Großbritannien (University of the Arts London – UAL)              | 8’             |
| Rosso: La Vera storia falsa del pescatore Clemente (Rosso: A True Lie About a Fisherman) | Antonio Messana      | Frankreich (La Fémis)                                             | 28’            |
| Slozhnopodchinennoe (Complex Subject)                                                    | Olesya Yakovleva     | Russland (St. Petersburg State University of Film and Television) | 26’            |
| Solar Plexus                                                                             | David McShane        | Vereinigtes Königreich (NFTS)                                     | 9’             |
| Sto dvacet osm tisíc (One Hundred and Twenty-Eight Thousand)                             | Pier Lorenzo Pisano  | Tschechische Republik (FAMU)                                      | 16’            |

### Semaine de la critique
Parallel zur Vergabe der Goldenen Palme widmet sich die seit 1962 bestehende Nebensektion Semaine de la critique (15. bis 23. Mai 2019) der Entdeckung neuer Talente. Ausgerichtet vom Syndicat français de la critique de cinéma konkurrieren ausschließlich Erstlingsfilme oder Zweitwerke junger Regisseure. Der Wettbewerb umfasste in der Vergangenheit stets sieben Spielfilme und sieben Kurzfilmarbeiten, die seit 1990 mit verschiedenen Preisen ausgezeichnet werden. Begleitet wird die „internationale Kritikerwoche“ von Sonderaufführungen zahlreicher Kurzfilme.
2019 wurde der kolumbianische Filmemacher Ciro Guerra, dreimaliger Teilnehmer beim Filmfestival von Cannes, als Jurypräsident berufen. Die weiteren Mitglieder der Jury waren die französisch-britische Schauspielerin Amira Casar, die französisch-dänische Produzentin Marianne Slot, der belgisch-kongolesische Filmjournalist und -kritiker Djia Mambu und der italienisch-amerikanische Filmemacher Jonas Carpignano, ebenfalls dreimaliger Teilnehmer bei den Filmfestspielen von Cannes.
Der Spielplan des gesamten öffentlichen Programms wurde Anfang Mai 2019 veröffentlicht.
| Film                                                   | Regie                | Land                                             | Darsteller (Auswahl)                                                   |
| ------------------------------------------------------ | -------------------- | ------------------------------------------------ | ---------------------------------------------------------------------- |
| Abou Leila                                             | Amin Sidi-Boumédiène | Algerien, Frankreich, Qatar                      | Slimane Benouari, Lyes Salem, Azouz Abdelkader                         |
| Ceniza Negra (Land of Ashes / Cendre Noire)            | Sofía Quirós Ubeda   | Costa Rica, Argentinien, Chile, Frankreich       | Smachleen Gutiérrez, Humberto Samuels, Hortensia Smith                 |
| Weißer weißer Tag (Hvítur, Hvítur Dagur)               | Hlynur Pálmason      | Island, Dänemark, Schweden                       | Ingvar Eggert Sigurðsson, Ída Mekkín Hlynsdóttir, Hilmir Snær Guðnason |
| Ich habe meinen Körper verloren (J’ai perdu mon corps) | Jérémy Clapin        | Frankreich                                       | Animationsfilm                                                         |
| Nuestras madres (Our Mothers)                          | César Díaz           | Guatemala, Belgien, Frankreich                   | Armando Espitia, Emma Dib, Aurelia Caal                                |
| The Unknown Saint (Le Miracle du Saint Inconnu)        | Alaa Eddine Aljem    | Marokko, Frankreich, Qatar, Deutschland, Libanon | Younes Bouab, Salah Bensalah, Bouchaib Essamak                         |
| Vivarium                                               | Lorcan Finnegan      | Irland, Belgien, Dänemark                        | Imogen Poots, Jesse Eisenberg, Éanna Hardwicke                         |

| Film                                                                               | Regie            | Land                            | Länge (in min) |
| ---------------------------------------------------------------------------------- | ---------------- | ------------------------------- | -------------- |
| Dia de festa (Party day / Jour de fête)                                            | Sofia Bost       | Portugal                        | 17’            |
| Fakh (The Trap)                                                                    | Nada Riyadh      | Ägypten, Deutschland            | 20’            |
| Ikki illa meint (Sans mauvaise intention)                                          | Andrias Høgenni  | Dänemark, Färöer                | 21’            |
| Journey Through a Body                                                             | Camille Degeye   | Frankreich                      | 32’            |
| Kolektyviniai sodai (Community Gardens)                                            | Vytautas Katkus  | Litauen                         | 15’            |
| Lucía en el limbo                                                                  | Valentina Maurel | Belgien, Frankreich, Costa Rica | 20’            |
| The Manila Lover                                                                   | Johanna Pyykkö   | Norwegen, Philippinen           | 26’            |
| Mardi de 8 à 18 (Tuesday From 8 to 6)                                              | Cecilia de Arce  | Frankreich                      | 26’            |
| She Runs                                                                           | Qiu Yang         | VR China, Frankreich            | 20’            |
| Ultimul Drum Spre Mare (The Last Trip to the Seaside / Le Dernier Voyage à la mer) | Adi Voicu        | Rumänien                        | 12’            |

### Quinzaine des réalisateurs
Die Nebenreihe Quinzaine des Réalisateurs (dt.: „Zwei Wochen der Regisseure“, 15. bis 25. Mai 2019) wurde 1969 in Anlehnung an die ein Jahr zuvor stattgefundenen Maiunruhen ins Leben gerufen und wird von der Société des réalisateurs de films (SRF) organisiert. Gezeigt werden Langfilme (Dokumentar- und Spielfilme) sowie eine Vielzahl an Kurzfilmen aus aller Welt, ohne dass ein Preis vergeben wird.
| Film                                                | Regie                 | Land                                                      | Darsteller (Auswahl)                                      |
| --------------------------------------------------- | --------------------- | --------------------------------------------------------- | --------------------------------------------------------- |
| Alice oder Die Bescheidenheit (Alice and the Mayor) | Nicolas Pariser       | Frankreich                                                | Fabrice Luchini, Anaïs Demoustier, Nora Hamzawi           |
| And Then We Danced                                  | Levan Akin            | Schweden, Georgien, Frankreich                            | Ana Javakishvili, Giorgi Tsereteli, Tamar Bukhnikashvili  |
| Ang Hupa (The Halt)                                 | Lav Diaz              | Philippinen, VR China                                     | Piolo Pascual, Joel Lamangan, Pinky Amador                |
| Canción sin nombre (Song Without a Name)            | Melina León           | Peru, Schweiz                                             | Lucio A. Rojas, Ruth Armas                                |
| Ghost Tropic                                        | Bas Devos             | Belgien                                                   | Saadia Bentaïeb, Maaike Neuville, Willy Thomas            |
| Give Me Liberty                                     | Kirill Mikhanovsky    | USA                                                       | Chris Galust, Lauren 'Lolo' Spencer, Darya Ekamasova      |
| Hatsukoi (First Love)                               | Takashi Miike         | Japan, Großbritannien                                     | Masataka Kubota, Nao Omori, Shota Sometani                |
| Huo zhe chang zhe (To Live to Sing)                 | Johnny Ma             | VR China, Frankreich                                      | Gan Guidan, Yan Xihu, Zhao Xiaoli                         |
| Koirat eivät käytä housuja (Dogs Don’t Wear Pants)  | Jukka-Pekka Valkeapää | Finnland, Lettland                                        | Pekka Strang, Krista Kosonen, Ester Geislerová            |
| The Lighthouse                                      | Robert Eggers         | Kanada, USA                                               | Willem Dafoe, Robert Pattinson                            |
| Lillian                                             | Andreas Horvath       | Österreich                                                | Patrycja Planik                                           |
| Monsieur Killerstyle (Le daim)                      | Quentin Dupieux       | Frankreich                                                | Jean Dujardin, Adèle Haenel, Albert Delpy                 |
| Oleg                                                | Juris Kursietis       | Lettland, Belgien, Litauen, Frankreich                    | Valentin Novopolskij, Dawid Ogrodnik, Anna Próchniak      |
| On va tout péter (Blow It to Bits)                  | Lech Kowalski         | Frankreich                                                | Dokumentarfilm                                            |
| Les Particules                                      | Blaise Harrison       | Schweiz, Frankreich                                       | Thomas Daloz, Néa Lueders, Salvatore Ferro                |
| Parwareshgah (The Orphanage)                        | Shahrbanoo Sadat      | Dänemark, Deutschland, Luxemburg, Frankreich, Afghanistan | Hasibullah Rasooli, Masihullah Feraji, Qodratollah Qadiri |
| Perdrix                                             | Erwan Le Duc          | Frankreich                                                | Swann Arlaud, Maud Wyler, Fanny Ardant                    |
| Por el dinero (For the Money)                       | Alejo Moguillansky    | Argentinien                                               | Alejo Moguillansky, Gabriel Chwojnik, Luciana Acuña       |
| Sem seu sangue (Sick Sick Sick)                     | Alice Furtado         | Brasilien, Niederlande, Frankreich                        | Luiza Kosovski, Juan Paiva, Digão Ribeiro                 |
| Tlamess                                             | Ala Eddine Slim       | Tunesien, Frankreich                                      | Abdullah Miniawy, Souhir Ben Amara, Khaled Ben Aissa      |
| Ein leichtes Mädchen (Une fille facile)             | Rebecca Zlotowski     | Frankreich                                                | Mina Farid, Zahia Dehar, Benoît Magimel                   |
| Wounds                                              | Babak Anvari          | USA                                                       | Armie Hammer, Dakota Johnson, Zazie Beetz                 |
| Yves                                                | Benoît Forgeard       | Frankreich                                                | William Lebghil, Doria Tillier, Philippe Katerine         |
| Zombi Child                                         | Bertrand Bonello      | Frankreich                                                | Louise Labeque, Wislanda Louimat, Mackenson Bijou         |

| Film | Regie                        | Land                                            | Länge (in min) |
| --- | ---------------------------- | ----------------------------------------------- | -------------- |
| Deux sœurs qui ne sont pas sœurs (Two Sisters Who Are Not Sisters)                                           | Beatrice Gibson              | Großbritannien, Deutschland, Kanada, Frankreich | 22′            |
| Les Extraordinaires Mésaventures de la jeune fille de pierre (The Marvelous Misadventures of the Stone Lady) | Gabriel Abrantes             | Frankreich, Portugal                            | 20′            |
| Grand Bouquet                                                                                                | Nao Yoshigai                 | Japan                                           | 15′            |
| HãY TỉNH THứC Và SẵN SàNG (Stay Awake, Be Ready)                                                             | An Pham Thien                | Vietnam, Südkorea, USA                          | 14′            |
| Je te tiens                                                                                                  | Sergio Caballero             | Spanien                                         | 21′            |
| Movements | Dahee Jeong                  | Südkorea                                        | 10′            |
| Olla | Ariane Labed                 | Frankreich, Großbritannien                      | 28′            |
| Piece of Meat                                                                                                | Jerrold Chong Huang Junxiang | Singapur                                        | 12′            |
| Plaisir fantôme (Ghost Pleasure)                                                                             | Morgan Simon                 | Frankreich                                      | 16′            |
| The Staggering Girl                                                                                          | Luca Guadagnino              | Italien                                         | 35′            |
| That Which Is to Come Is Just a Promise                                                                      | Flatform                     | Italien, Niederlande, Neuseeland                | 20′            |

### Caméra d’Or
Mit der Caméra d’Or („Goldene Kamera“) wird seit 1978 der beste Debütfilm eines Regisseurs ausgezeichnet, unabhängig in welcher Sektion dieser vertreten ist. Der internationalen Jury steht der kambodschanische Filmemacher Rithy Panh vor. Panh hatte 1994 seinen Debütfilm Das Reisfeld innerhalb des Wettbewerbs gezeigt und danach mit weiteren Filmen beim Festival vertreten gewesen.

## Preisträger
Die feierliche Preisverleihung für den offiziellen Wettbewerb, den Kurzfilmwettbewerb sowie die Vergabe der Caméra d’Or fand am letzten Festivaltag statt.
Wettbewerb – Bester Spielfilm
- Goldene Palme für den besten Film: Parasite – Regie: Bong Joon-ho
- Großer Preis der Jury: Atlantique – Regie: Mati Diop
- Preis der Jury: Bacurau und Die Wütenden – Les Misérables
- Bester Darsteller: Antonio Banderas – Dolor y gloria
- Beste Darstellerin: Emily Beecham – Little Joe – Glück ist ein Geschäft
- Beste Regie: Jean-Pierre Dardenne, Luc Dardenne – Young Ahmed (Le jeune Ahmed)
- Bestes Drehbuch: Céline Sciamma – Porträt einer jungen Frau in Flammen (Portrait de la jeune fille en feu)
- Lobende Erwähnung: Elia Suleiman – Vom Gießen des Zitronenbaums

Wettbewerb – Bester Kurzfilm
- Goldene Palme: The Distance Between Us And the Sky (La distance entre le ciel et nous) – Regie: Vasilis Kekatos
- Lobende Erwähnung: Monstruo Dios (Monster God / Monstre Dieu) – Regie: Agustina San Martín

Preise der Sektion „Un Certain Regard“
- Hauptpreis: Die Sehnsucht der Schwestern Gusmão (A Vida Invisível de Eurídice Gusmão) – Regie: Karim Aïnouz
- Preis der Jury: O Que Arde (A Sun That Never Sets / Viendra le feu) – Regie: Óliver Laxe
- Beste Darstellung: Chiara Mastroianni – Zimmer 212 – In einer magischen Nacht (Chambre 212)
- Beste Regie: Kantemir Balagov – Dylda (Beanpole)
- Spezialpreis der Jury: Liberté – Regie: Albert Serra
- Jury „Coup de coeur“: La femme de mon frère (A Brother’s Love) – Regie: Monia Chokri und The Climb – Regie: Michael Angelo Covino
- Lobende Erwähnung der Jury: Jeanne d’Arc (Jeanne) – Regie: Bruno Dumont

Bestes Erstlingswerk
- Caméra d’Or: Nuestras madres (Our Mothers) – Regie: César Díaz

Preise der Sektion „Cinéfondation“
- 1. Preis: Mano a Mano – Regie: Louise Courvoisier
- 2. Preis: Hieu – Regie: Richard Van
- 3. Preis: Ambience – Regie: Wisam Al Jafari und Duszyczka (The Little Soul) – Regie: Barbara Rupik

Preise der Sektion „Semaine de la critique“
Jurypreise:
- Grand Prix Nespresso: Ich habe meinen Körper verloren (J’ai perdu mon corps) – Regie: Jérémy Clapin
- Prix Fondation Louis Roederer de la Révélation: Ingvar Eggert Sigurðsson – Weißer weißer Tag (Hvítur, Hvítur Dagur)
- Prix Découverte Leica Cine du court métrage: She Runs – Regie: Qiu Yang

Weitere Preise
FIPRESCI-Preis:
- Wettbewerb: Vom Gießen des Zitronenbaums – Regie: Elia Suleiman
- Reihe Un Certain Regard: Dylda (Beanpole) – Regie: Kantemir Balagov
- Reihe Quinzaine des réalisateurs / Semaine de la critique: The Lighthouse – Regie: Robert Eggers

Preis der Ökumenischen Jury:
- Preis der Ökumenischen Jury: Ein verborgenes Leben (A Hidden Life) – Regie: Terrence Malick